# 盧克·布拉坦
盧克·布拉坦（英語：Luke Brattan；1990年3月8日—）是一位澳大利亞足球運動員。在場上的位置是中場。現效力於澳職球隊麥克阿瑟。他也代表澳洲國家足球隊參賽。